# Référendum constitutionnel algérien de 1989
Le référendum constitutionnel algérien a eu lieu le 23 février 1989. À la suite des émeutes d'octobre 1988, la nouvelle constitution retire les références au socialisme et autorise une démocratie multipartite. En dépit des appels au boycott du mouvement islamique réformiste et de l'opposition des syndicats et des membres du FLN, les amendements ont été approuvés par 73,43% des votants et un taux de participation de 78,98 %. 
Des élections locales étaient prévues l'année suivante, en 1990 et les élections législatives ont lieu en 1991.

## Contenu
La nouvelle Constitution présente des différences marquantes par rapport à la Constitution de 1976 :
- Une responsabilité du Premier ministre devant l'Assemblée Populaire Nationale, qui auparavant était uniquement responsable devant le Président de la République. Un régime plus parlementaire, mais avec un président encore puissant qui s'inspire largement de la Ve République.
- La disparition du terme "socialiste".
- L'introduction d'une vraie séparation des pouvoirs dans les différents titres, "Du pouvoir exécutif", "Du pouvoir législatif" et "Du pouvoir judiciaire" contre de simples "fonctions" dans la Constitution de 1976.
- La fin du parti unique et l'introduction du multipartisme pour la première fois.
- Une affirmation plus franche du libéralisme économique.

Ces premières élections sont la première occasion d'expérimenter les nouvelles institutions démocratiques.

## Résultats
|                       | Voix       | %    |
| --------------------- | ---------- | ---- |
| Pour                  | 7 290 760  | 73,4 |
| Contre                | 2 637 678  | 26,6 |
| Blancs et nuls        | 473 110    | –    |
| Total                 | 10 401 548 | 100  |
| Participation         | 13 170 137 | 79,0 |
| Source: Nohlen et al. |            |      |